# 20564 Michaellane
20564 Michaellane è un asteroide della fascia principale. Scoperto nel 1999, presenta un'orbita caratterizzata da un semiasse maggiore pari a 2,6622768 UA e da un'eccentricità di 0,0938521, inclinata di 4,16064° rispetto all'eclittica.